# Bieńkowice (Bochnia)
Pour les articles homonymes, voir Bieńkowice.
Bieńkowice (prononciation : [bjɛɲkɔˈvit͡sɛ]) est une localité polonaise de la gmina de Drwinia, située dans le powiat de Bochnia en voïvodie de Petite-Pologne.